# Dave Gillespie
Dave Gillespie (Región de Otago, Nueva Zelanda; 6 de agosto de 1934 – Australia; 4 de marzo de 2025) fue un jugador de rugby neozelandés que jugó en la posición de flanker.

## Carrera

### Club
| Periodo   | Club             |
| --------- | ---------------- |
| 1954-1961 | Otago RFU        |
| 1962-1963 | Wellington Lions |

### Selección nacional
Jugó para Nueva Zelanda en 23 ocasiones de 1957 a 1960.